# Liste der Monuments historiques in Phaffans
Die Liste der Monuments historiques in Phaffans führt die Monuments historiques in der französischen Gemeinde Phaffans auf.

## Liste der Bauwerke
| Bezeichnung                       | Beschreibung                                     | Standort | Kennzeichnung | Schutzstatus | Datum | Bild           |
| --------------------------------- | ------------------------------------------------ | -------- | ------------- | ------------ | ----- | -------------- |
| Kirche Notre-Dame de l’Assomption | Erbaut in der ersten Hälfte des 18. Jahrhunderts | (Lage)   | PA00132867    | Inscrit      | 1994  | weitere Bilder |

## Liste der Objekte
- Monuments historiques (Objekte) in Phaffans in der Base Palissy des französischen Kultusministeriums